# Pterocarpus

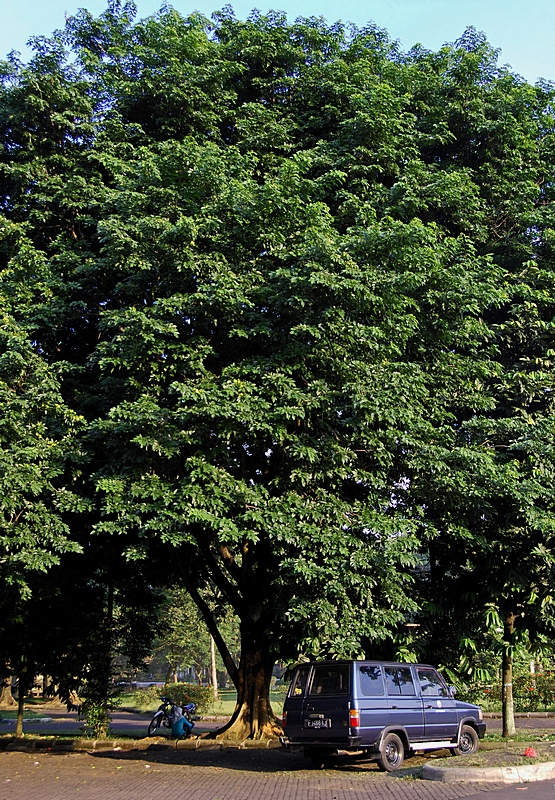
Pterocarpus indicus

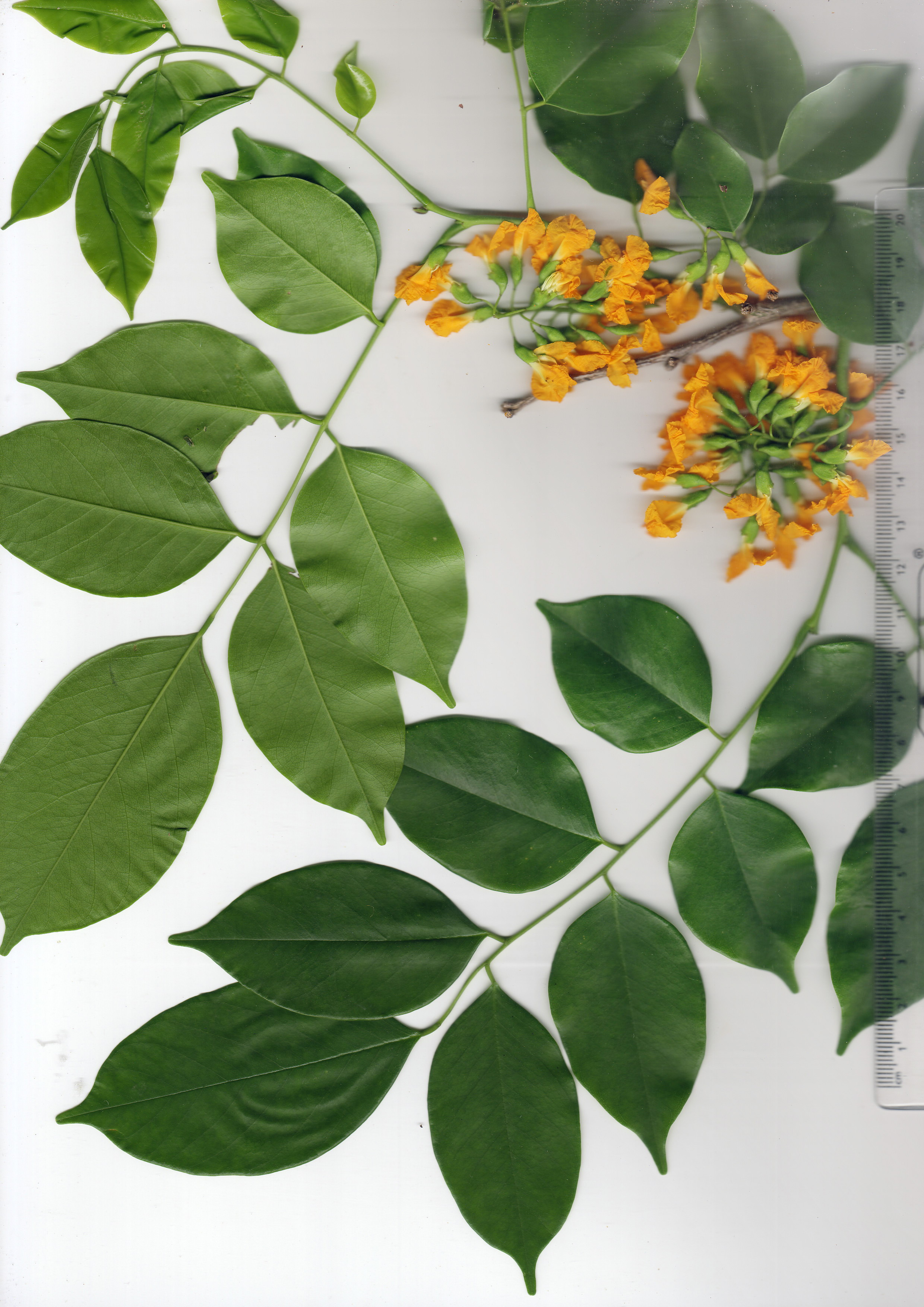
Fulles i flors de Pterocarpus macrocarpus

Pterocarpus és un gènere de plantes amb flor dins la família de les dipterocarpàcies (Dipterocarpaceae).
La majoria de les espècies són arbres de la selva pluvial amb fustes molt apreciades.

## Taxonomia
N'hi ha unes 35:
- Pterocarpus acapulcensis Rose
- Pterocarpus albopubescens Hauman
- Pterocarpus amazonum (Benth.) Amshoff
- Pterocarpus angolensis - Kiaat
- Pterocarpus antunesii (Taub.) Harms
- Pterocarpus brenanii
- Pterocarpus claessensii De Wild.
- Pterocarpus dalbergioides - Padauk andamanès
- Pterocarpus echinatus Pers.
- Pterocarpus erinaceus - Muninga
- Pterocarpus gilletii De Wild.
- Pterocarpus hockii De Wild.
- Pterocarpus homblei De Wild.
- Pterocarpus indicus - Padauk malai
- Pterocarpus lucens Guill. & Perr.
- Pterocarpus macrocarpus - Padauk birmà
- Pterocarpus marsupium - Kino malabar
- Pterocarpus mildbraedii Harms
- Pterocarpus mutondo De Wild.
- Pterocarpus officinalis Jacq.
- Pterocarpus orbiculatus DC.
- Pterocarpus osun Craib
- Pterocarpus rohrii Vahl
- Pterocarpus rotundifolius (Sond.) Druce
- Pterocarpus santalinoides - Mututi
- Pterocarpus santalinus - Sàndal roig
- Pterocarpus soyauxii - Padauk africà
- Pterocarpus ternatus Rizzini
- Pterocarpus tessmannii Harms
- Pterocarpus tinctorius Welw.
- Pterocarpus velutinus De Wild.
- Pterocarpus villosus (Benth.) Benth.
- Pterocarpus violaceus Vogel
- Pterocarpus zehntneri Harms
- Pterocarpus zenkeri Harms